# 居伊·德吕
居伊·德吕（法語：Guy Drut，1950年12月6日—），法国男子田径运动员，主攻跨栏。他曾代表法国参加1972年和1976年夏季奥林匹克运动会田径比赛，共获得一枚金牌和一枚银牌。